# Cap R. Carden

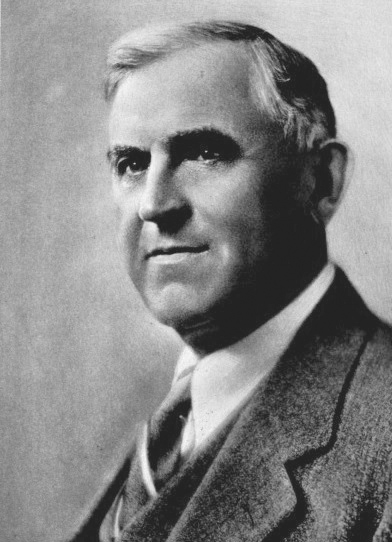
Cap R. Carden

Cap Robert Carden (* 17. Dezember 1866 in Munfordville, Hart County, Kentucky; † 13. Juni 1935 in Louisville, Kentucky) war ein US-amerikanischer Politiker. Zwischen 1931 und 1935 vertrat er den Bundesstaat Kentucky im US-Repräsentantenhaus.

## Werdegang
Cap Carden besuchte die öffentlichen Schulen seiner Heimat und danach die Bowling Green Business and Normal School. Nach einem anschließenden Jurastudium und seiner Zulassung als Rechtsanwalt begann er in Munfordville in diesem Beruf zu arbeiten. Außerdem war er im Bankgewerbe und in der Landwirtschaft tätig. Zwischen 1887 und 1890 war er Sheriff im Hart County. Zwischen 1891 und 1894 fungierte er als Bezirksstaatsanwalt in diesem County; in den Jahren 1900 bis 1915 arbeitete er für das dortige Bezirksgericht.
Politisch war Carden Mitglied der Demokratischen Partei. Bei den Kongresswahlen des Jahres 1930 wurde er im vierten Wahlbezirk von Kentucky in das US-Repräsentantenhaus in Washington, D.C. gewählt, wo er am 4. März 1931 die Nachfolge des Republikaners John D. Craddock antrat. Nach zwei Wiederwahlen konnte er bis zu seinem Tod am 13. Juni 1935 im Kongress verbleiben. In dieser Zeit wurden dort seit dem Amtsantritt von Präsident Franklin D. Roosevelt im Jahr 1933 viele New-Deal-Gesetze verabschiedet. Außerdem wurden 1933 der 20. und der 21. Verfassungszusatz ratifiziert.